# Phytomyza akebiae
Phytomyza akebiae är en tvåvingeart som beskrevs av Mitsuhiro Sasakawa 1954. Phytomyza akebiae ingår i släktet Phytomyza och familjen minerarflugor. Inga underarter finns listade i Catalogue of Life.